# Denemarken op de Olympische Zomerspelen 1980
Denemarken nam deel aan de Olympische Zomerspelen 1980 in Moskou, Sovjet-Unie. 

## Medailleoverzicht
| Sport       | Olympiër                                                 | Discipline                | Medaille |
| ----------- | -------------------------------------------------------- | ------------------------- | -------- |
| Schietsport | Hans Kjeld Rasmussen                                     | skeet                     | Goud     |
| Zeilen      | Valdemar Bandolowski Erik Hansen Poul Richard Høj Jensen | soling                    | Goud     |
| Zeilen      | Peter Due Per Kjærgaard                                  | tornado                   | Zilver   |
| Wielersport | Hans-Henrik Ørsted                                       | individuele achtervolging | Brons    |
| Zwemmen     | Susanne Nielsson                                         | 100m schoolslag (v)       | Brons    |

## Deelnemers en resultaten per onderdeel

### Atletiek
| Olympiër               | Discipline   | Resultaat | Prestatie                                                                      |
| ---------------------- | ------------ | --------- | ------------------------------------------------------------------------------ |
| Jens Smedegaard Hansen | 400m (m)     | 15e       | serie 3: 4de in 47,01 kwartfinale 1: 3de in 45,89 halve finale 2: 7de in 47,00 |
| Jørn Lauenborg         | marathon (m) | DNF       | niet gefinisht                                                                 |

### Boksen
| Olympiër       | Discipline | Resultaat | Prestatie                                                                  |
| -------------- | ---------- | --------- | -------------------------------------------------------------------------- |
| Jesper Garnell | -60kg (m)  | 9e        | 1ste ronde: W van MAD Rajefiarison: 5-0 2de ronde: V van MGL Batbileg: 1-4 |
| Ole Svendsen   | -67kg (m)  | 17e       | 1ste ronde: V van SEY PIllay: 1-4                                          |
| Michael Madsen | -81kg (m)  | 5e        | 1ste ronde: W van HUN Kuzma: 3-2 kwartfinale: V van CUB Rojas: 1-4         |

### Gewichtheffen
| Olympiër        | Discipline  | Resultaat | Prestatie                                                       |
| --------------- | ----------- | --------- | --------------------------------------------------------------- |
| Erling Johansen | -82,5kg (m) | 12e       | trekken: 9de met 147,5kg stoten: 13de met 170kg totaal: 317,5kg |

### Handbal
| Olympiër | Discipline | Resultaat | Prestatie |
| --- | ---------- | --------- | --- |
| Michael Berg Morten Stig Christensen Anders Dahl-Nielsen Iver Grunnet Poul Kjær Poulsen Per Skaarup Hans Henrik Hattesen Carsten Haurum Ole Nørskov Sørensen Thomas Pazyj Erik Bue Pedersen Palle Jensen Bjarne Jeppesen Mogens Jeppesen | mannen     | 9e        | groep A: 5de W van Cuba: 30-18 V van Spanje: 19-20 V van Polen: 12-26 V van Hongarije: 19-20 V van GDR: 20-24 9-10de plek: W van Algerije: 29-20 |

| Groep A |            |             |             |             |             |            |            |            |        |
| #       | Land       | Wedstrijden | Wedstrijden | Wedstrijden | Wedstrijden | Doelpunten | Doelpunten | Doelpunten | Punten |
| #       | Land       | G           | W           | G           | V           | V          | T          | Saldo      | Punten |
| 1       | GDR        | 5           | 4           | 0           | 1           | 108        | 92         | +16        | 9      |
| 2       | Hongarije  | 5           | 3           | 2           | 0           | 96         | 88         | +8         | 8      |
| 3       | Spanje     | 5           | 2           | 1           | 2           | 102        | 106        | -4         | 5      |
| 4       | Polen      | 5           | 2           | 1           | 2           | 123        | 97         | +24        | 5      |
| 5       | Denemarken | 5           | 1           | 0           | 4           | 96         | 104        | -8         | 2      |
| 6       | Cuba       | 5           | 0           | 1           | 4           | 103        | 141        | -38        | 1      |

| Ronde       | Datum  | Plaats     | Land  | Score      | Land |
| ----------- | ------ | ---------- | ----- | ---------- | ---- |
| Groepsfase  |        |            |       |            |      |
| 20 juli     | Moskou | Denemarken | 30-18 | Cuba       |      |
| 22 juli     | Moskou | Denemarken | 19-20 | Spanje     |      |
| 24 juli     | Moskou | Denemarken | 12-26 | Polen      |      |
| 26 juli     | Moskou | Denemarken | 15-16 | Hongarije  |      |
| 28 juli     | Moskou | GDR        | 24-20 | Denemarken |      |
| 9-10de plek |        |            |       |            |      |
| 26 juli     | Moskou | Denemarken | 28-20 | Algerije   |      |

### Kanovaren
| Olympiër              | Discipline  | Resultaat | Prestatie                  |
| --------------------- | ----------- | --------- | -------------------------- |
| Hans Christian Lassen | C-1000m (m) | DNF       | serie 1: gediskwalificeerd |

### Roeien
| Olympiër                                                     | Discipline      | Resultaat | Prestatie                                                                                                   |
| ------------------------------------------------------------ | --------------- | --------- | --- |
| Erik Christiansen Michael Jessen                             | twee-zonder (m) | 12e       | serie 1: 4de in 7.43,04 herkansingen: 1ste in 7.08,21 halve finale 2: 4de in 6.56,90 finale B: niet gestart |
| Morten Espersen Ole Bloch Jensen Reiner Modest Per Rasmussen | dubbel-vier (m) | 9e        | serie 1: 3de in 6.19,28 herkansingen: 3de in 6.02,60 finale B: 3de in 6.05,38                               |
|                                                              |                 |           | |
| Lise Justesen                                                | skiff (v)       | 9e        | serie 2: 3de in 4.11,94 herkansingen: 4de in 4.00,40 finale C: 1ste                                         |

### Schermen
| Olympiër   | Discipline | Resultaat | Prestatie |
| ---------- | ---------- | --------- | --------- |
| Max Madsen | floret (v) | 32e       |           |

### Schoonspringen
| Olympiër      | Discipline    | Resultaat | Prestatie                         |
| ------------- | ------------- | --------- | --------------------------------- |
| Claus Thomsen | 10m toren (m) | 10e       | voorronde: 10de met 467,76 punten |

### Schietsport
| Olympiër        | Discipline             | Resultaat | Prestatie                             |
| --------------- | ---------------------- | --------- | ------------------------------------- |
| Henning Clausen | 50m geweer 3 houdingen | 9e        | 1156 punten: (400-390-366)            |
| Finn Danielsen  | 50m geweer 3 houdingen | 17e       | 1147 punten: (393-389-365)            |
| Henning Clausen | 50m geweer liggend     | 25e       | 592 punten                            |
| Ole Justesen    | skeet                  | 10e       | 194 punten: (25-23-23-25-24-25-24-25) |
| Kjeld Rasmussen | skeet                  | Goud      | 196 punten: (25-25-25-25-23-25-23)    |

### Wielersport
| Olympiër                                                             | Discipline                    | Resultaat | Prestatie |
| Baan                                                                 | Baan                          | Baan      | Baan |
| -------------------------------------------------------------------- | ----------------------------- | --------- | --- |
| Henrik Salée                                                         | sprint (m)                    | 5e        | 1ste ronde: W van GUY Joseph: 11,24 2de ronde: W van HUN Morcz: 10,94 3de ronde: V van FRA Cahard herkansingen: 2de kwartfinale: V van GDR Heßlich     |
| Bjarne Sørensen                                                      | tijdrit (m)                   | 8e        | 1.07,422 |
| Hans-Henrik Ørsted                                                   | individuele achtervolging (m) | Brons     | kwalificatie: 2de in 4.39,38 kwartfinale: W van GBR Yates: 4.38,42 halve finale: V van SUI Dill-Bundi: 4.36,85 bronzen finale: W van GDR Wolf: 4.36,54 |
| Weg                                                                  |                               |           | |
| Verner Blaudzun                                                      | wegwedstrijd (m)              | 42e       | 5:05.47,9 |
| Allan Jacobsen                                                       | wegwedstrijd (m)              | DNF       | niet gefinisht |
| Henning Jørgensen                                                    | wegwedstrijd (m)              | 31e       | 5:04.07,9 |
| Per Sandahl Jørgensen                                                | wegwedstrijd (m)              | DNF       | niet gefinisht |
| Per Kærsgaard Laursen Michael Markussen Jørgen Pedersen Jesper Worre | ploegentijdrit (m)            | 10e       | 2:07.42,3 |

### Worstelen
| Olympiër              | Discipline     | Resultaat      | Prestatie                                                   |
| Grieks-Romeins        | Grieks-Romeins | Grieks-Romeins | Grieks-Romeins                                              |
| --------------------- | -------------- | -------------- | ----------------------------------------------------------- |
| Kaj Jægergaard Hansen | -74kg (m)      | 11e            | 1ste ronde: V van HUN Kocsis 2de ronde: V van BUL Chopov    |
| Svend Erik Studsgaard | -100kg (m)     | 8e             | 1ste ronde: V van POL Bierła 2de ronde: V van YUG Memišević |

### Zeilen
| Olympiër                                                 | Discipline      | Resultaat | Prestatie                        |
| -------------------------------------------------------- | --------------- | --------- | -------------------------------- |
| Lasse Hjortnæs                                           | finn            | 13e       | 99 punten: (DSQ-2-21-2-8-18-DNF) |
| Jacob Bojsen-Møller Jørgen Bojsen-Møller                 | flying dutchman | 6e        | 54,5 punten: (DSQ-3-6-6-6-4-3)   |
| Peter Due Per Kjærgaard Nielsen                          | tornado         | Zilver    | 30,4 punten: (7-2-2-3-2-5-3)     |
| Jens Christensen Morten Nielsen                          | star            | 5e        | 45,7 punten: (4-7-12-2-6-5-1)    |
| Valdemar Bandolowski Erik Hansen Poul Richard Høj Jensen | soling          | Goud      | 23,0 punten: (1-5-6-5-2-1-1)     |

### Zwemmen
| Olympiër         | Discipline          | Resultaat | Prestatie                                           |
| ---------------- | ------------------- | --------- | --------------------------------------------------- |
| Susanne Nielsson | 100m schoolslag (v) | Brons     | serie 4: 2de in 1.11,58 finale: 3de in 1.11,16      |
| Susanne Nielsson | 200m schoolslag (v) | 4e        | serie 4: 2de in 2.34,42 finale: 4de in 2.32,75 (NR) |
| Susanne Nielsson | 400m wisselslag (v) | DNS       | serie 2: niet gestart                               |

Afghanistan · Algerije · Andorra · Angola · Australië · België · Benin · Birma · Botswana · Brazilië · Bulgarije · Colombia · Congo-Brazzaville · Costa Rica · Cuba · Cyprus · Denemarken · Dominicaanse Republiek · Duitse Democratische Republiek · Ecuador · Ethiopië · Finland · Frankrijk · Griekenland · Groot-Brittannië · Guatemala · Guinee · Guyana · Hongarije · Ierland · IJsland · India · Irak · Italië · Jamaica · Joegoslavië · Jordanië · Kameroen · Koeweit · Laos · Lesotho · Libanon · Liberia · Libië · Luxemburg · Madagaskar · Mali · Malta · Mexico · Mongolië · Mozambique · Nederland · Nepal · Nicaragua · Nieuw-Zeeland · Nigeria · Noord-Korea · Oeganda · Oostenrijk · Peru · Polen · Portugal · Puerto Rico · Roemenië · San Marino · Senegal · Seychellen · Sierra Leone · Sovjet-Unie · Spanje · Sri Lanka · Syrië · Tanzania · Trinidad en Tobago · Tsjecho-Slowakije · Venezuela · Vietnam · Zambia · Zimbabwe · Zweden · Zwitserland